# Biosca
Pour les articles homonymes, voir Biosca (homonymie).
Biosca est une municipalité de la province espagnole de Lérida, dans le nord de la comarque de Solsonès.